# Organized Crime
Organized Crime är ett album från 1989 av det svenska hårdrocksbandet Treat.

## Låtlista
1. "Ready for the Taking"
2. "Party All Over"
3. "Keep Your Hands to Yourself"
4. "Stay Away"
5. "Conspiracy"
6. "Mr. Heartache"
7. "Gimme One More Night"
8. "Get You on the Run"
9. "Home Is Where Your Heart Is"
10. "Fatal Smile"
11. "Hunger"